# Wages of Sin
Wages of Sin este al patrulea album de studio al trupei suedeze de melodic death metal Arch Enemy. 
Este primul album Arch Enemy cu Angela Gossow, noua vocalistă.
Albumul este editat pe CD Extra, iar "Ravenous" este înregistrată ca piesă multimedia, atât audio, cât și ca videoclip.
Site-ul Sputnikmusic i-a acordat albumului nota 4/5.

## Lista pieselor de pe album
1. "Enemy Within" – 4:21 (Amott/Amott/Gossow)
2. "Burning Angel" – 4:17 (Amott/Amott)
3. "Heart of Darkness" – 4:52 (Amott/Amott)
4. "Ravenous" – 4:06 (Amott/Amott/Gossow)
5. "Savage Messiah" – 5:18 (Amott/Amott/D'Angelo)
6. "Dead Bury Their Dead" – 3:55 (M. Amott)
7. "Web of Lies" – 3:56 (Amott/Amott)
8. "The First Deadly Sin" – 4:20 (Amott/Amott/Gossow)
9. "Behind the Smile" – 3:28 (Amott/Amott)
10. "Snow Bound" (Instrumental) – 1:34 (Amott/Amott)
11. "Shadows and Dust" – 4:27 (Amott/Amott/Erlandsson)
12. "Lament of a Mortal Soul" (Bonus Track) – 4:06 (Amott/Amott/Gossow)

Prima ediție a acestui album conține un CD bonus intitulat Rare & Unreleased. Piesele de pe acest CD sunt interpretate de primul vocalist al trupei, Johan Liiva.
1. "Starbreaker" (Judas Priest cover) – 3:27
2. "Aces High" (Iron Maiden cover) – 4:26
3. "Scream of Anger" (Europe cover) – 3:50
4. "Diva Satanica" – 3:46
5. "Fields of Desolation '99" – 6:02
6. "Damnation's Way" – 3:49
7. "Hydra" – 0:57

## Componența trupei
- Angela Gossow - Voce
- Michael Amott - Chitară
- Christopher Amott - Chitară
- Sharlee D'Angelo − Bas
- Daniel Erlandsson − Tobe
- Johan Liiva - Voce (Rare & Unreleased)

### Muzicieni invitați
- Per Wiberg - Melotron, pian, claviaturi

## Producția albumului
- Produs de Fredrik Nordström
- Co-produs de Michael Amott
- Mixat de Andy Sneap la Studiourile Backstage
- Aranjament de Fredrik Nordström
- Înregistrare și mixări în decembrie 2000 - ianuarie 2001, la Studioul Fredman
- Coperta albumului realizată de Niklas Sundin la Cabin Fever Media
- Selecție realizată de Arch Enemy[3]

## Versuri
- Darklyrics - Versuri Wages of Sin